# Тхай Дян Чун
Тхай Дян Чун (1911—1960) — советский театральный деятель, актёр, драматург. Заслуженный деятель искусств Казахской ССР (1947). Член Союза писателей СССР (с 1944).

## Биография
Кореец по происхождению. Специального образования не получил. В молодости работал грузчиком, был рыбаком, обувщиком, разносил газеты. С 1926 года играл в любительских спектаклях в Синханчонском рабочем клубе.
Позже закончил рабфак. Учился на филологическом факультете Владивостокского педагогического института.
С 1934 года стал выступать на сцене Корейского музыкально-драматического театра, где во всем блеске проявился его многогранный талант.
Автор около десяти драматических произведений.
В 1934 году создал свою первую пьесу «Межа», затем увидели свет — «Счастливые люди» (1939), «Рабы» (1939), «Живительная влага» (1940), «Хон Бом До» (1941), «Хынбу и Нолбу» (1946), «Свободная земля» (1948).
Пьесы Тхай Дян Чуна в разные годы с успехом шли на сцене корейского театра. Спектакль «Хон Бом До» был показан в Москве, а постановка «Южнее 38-й параллели» — на сцене Московского драматического театра о подготовке агрессоров США к нападению на КНДР, также принимала участие на международных фестивалях в Польше и ЧССР.
Долгое время работал заведующим литературной частью, директором корейского театра.
Создал образ Кошкина в спектакле «Любовь Яровая» В. Тренева.
Во время очередной творческой командировки на Тхай Дян Чуна напали грабители, которые сбросили его на ходу с поезда. После полученных травм он болел и уже не смог полностью восстановиться и реализовать себя в театре.
Умер в 1960 году.